# Beautiful, Dirty, Rich
"Beautiful, Dirty, Rich" là bài hát của nữ ca sĩ người Mỹ Lady Gaga trích từ The Fame (2008), album phòng thu đầu tay của cô. Bài hát được phát hành dưới vai trò là đĩa đơn quảng bá cho album vào ngày 16 tháng 9 năm 2008. Ca khúc thuộc thể loại dance-pop với nhịp độ nhanh, sử dụng nhiều chất liệu âm thanh của đàn synthesizer. Lời bài hát nói về kinh nghiệm trên con đường nghệ sĩ của nữ ca sĩ khi cô còn làm việc tại khu phố Lower East Side, quận Manhattan, để bươn chải kiếm sống. Theo như Gaga kể lại, cô sáng tác ca khúc này trong tình trạng "đang sử dụng rất nhiều thuốc phiện" và "cố gắng để hiểu ra mọi chuyện".
"Beautiful, Dirty, Rich" nhận được nhiều phản hồi tích cực từ các nhà phê bình âm nhạc. Họ khen ngợi phần lời ca và sự vui nhộn của nó. "Beautiful, Dirty, Rich" cũng đạt được một số thành công nhất định về phương diện thương mại, từng giành được vị trí 83 trên bảng xếp hạng UK Singles Chart. Video âm nhạc của ca khúc được phát hành dưới hai phiên bản khác nhau – một phiên bản video có xen các cảnh quay của bộ phim Dirty Sexy Money của đài ABC, và một phiên bản khác có thời lượng đầy đủ.
Gaga đã trình diễn trực tiếp bài hát một vài lần, kể cả trong chuyến lưu diễn đầu tiên trong sự nghiệp của cô mang tên The Fame Ball Tour. Giới chuyên môn đã ca ngợi màn trình diễn vì chất giọng "đầy nội lực" và tràn đầy năng lượng của Gaga và vì đã cho khán giả thấy được màn khởi đầu mạnh mẽ của buổi diễn. Các lần biểu diễn ca khúc tiếp theo của nữ ca sĩ gồm trong chuyến lưu diễn The Monster Ball Tour và trong chương trình hòa nhạc thường trú Lady Gaga Enigma (2018–2019).

## Bối cảnh
Gaga khẳng định ca khúc nói về việc "tôi đang cố gắng để hiểu ra mọi chuyện" và tiết lộ chuyện cô đã sử dụng thuốc phiện khi viết ca khúc này. Cô nói thêm về nội dung của bài hát: "[...] bất kể bạn là ai hay sống ở đâu, bạn đều có thể tự bộc lộ cái danh bên trong thâm tâm mình qua phong cách cá nhân, suy nghĩ của bạn về nghệ thuật và về thế giới xung quanh, cho dù bạn có nhận thức rõ về nó đi chăng nữa." Ca khúc còn nói về trải nghiệm cá nhân của nữ ca sĩ khi còn là một nghệ sĩ làm việc tại khu Lower East Side phải chật vật kiếm sống. Theo lời Gaga, câu hát "Daddy, I'm so sorry, I'm so s-s-sorry, yeah" được lấy cảm hứng từ các "thanh thiếu niên giàu có" sống gần khu vực nơi cô làm việc khi thường xuyên nghe họ xin tiền bố mẹ để mua thuốc phiện. Cô cũng nói thêm: "[...] Về cơ bản thì những gì tôi muốn cho mọi người hiểu là 'Bang-bang.' Việc bạn là ai và đến từ đâu không quan trọng, quan trọng là bạn được quyền cảm thấy mình thật đẹp, thật quyến rũ và thật giàu có." "Beautiful, Dirty, Rich" từng được Gaga dự định chọn làm đĩa đơn thứ hai của album The Fame, nhưng sau này lại bị "Poker Face" thay thế.

## Sáng tác
"Beautiful, Dirty, Rich" là một ca khúc thuộc thể loại nhạc dance-pop có nhịp độ nhanh mang nặng âm hưởng từ đàn synthesizer khi so sánh với phần lớn các ca khúc nhạc điện tử nằm trong album The Fame. Theo như bản nhạc được phát hành trên website Musicnotes.com bởi công ty Sony/ATV Music Publishing, bài hát sở hữu tiết tấu electro-dance-pop vừa phải. "Beautiful, Dirty, Rich" được viết ở cung Si thứ và có nhịp độ 120 nhịp trên một phút. Ngoài ra, nó còn được viết ở nhịp 4
4, và cao độ của giọng hát Gaga kéo dài theo quãng từ nốt A3 (tức nốt La) đến nốt D5 (tức nốt Rê). Dãy hợp âm Bm–D5–A♭–Bm–D5–A♭ (tức Si thứ–Rê–La giáng–Si thứ–Rê–La giáng) là chùm hợp âm được sử dụng trong bài hát.
Trong quá trình hoàn thiện ca khúc, Gaga miễn cưỡng phải cho thêm phần nhạc nền mang âm hưởng của nhạc dance vào ca khúc, nhưng vẫn khăng khăng muốn giữ lại phiên bản nhạc rock chính gốc. Tuy nhiên, nhà sản xuất thu âm Rob Fusari đã thuyết phục cô rằng một cái máy drum machine sẽ không phá hỏng tính trọn vẹn của album. Anh cũng nói thêm là ban nhạc Queen, vốn là một trong những nguồn cảm hứng âm nhạc của Gaga, đã sử dụng drum machine trong các ca khúc của họ. Fusari chia sẻ:
| “ | Tôi nghĩ câu nói của tôi đã làm cho Gaga hiểu ra là chúng tôi nên thử làm điều đó, [...] Chúng tôi hoàn thành ca khúc cũng vào ngày hôm đó luôn. Nó là một trong những bài hát nằm trong album đầu tay của cô ấy. | ” |

## Tiếp nhận
Bài hát đã nhận được nhiếu ý kiến đánh giá tích cực từ các nhà phê bình âm nhạc. Matthew Chisling đến từ trang AllMusic đã gọi "Beautiful, Dirty, Rich" và "Paparazzi" là ví dụ của cách thức mà lời của các ca khúc trích từ album The Fame "đã nêm cho album nhiều cảm xúc thô tục của niềm vui và sự hăm hở mà một album nhạc dance xuất sắc và được sản xuất tốt cần có." Genevieve Koski từ trang The A.V. Club đã ví "LoveGame" cùng với "Beautiful, Dirty, Rich" là "những bài hát hộp đêm đầy năng lượng và sống động", là các bài hát "di chuyển chầm chậm trên những làn sóng âm thanh của đàn synthesizer và tiếng trống được lập trình, tạo ra một chuyến đi bằng âm thanh làm cho người khác choáng váng đầu óc; nó giống như một thứ tỏa sáng nhất trong một buổi tối thú vị đi chu du qua nhiều hộp đêm." Sal Cinquemani từ tạp chí Slant Magazine đã nói rằng Gaga đã "thành công trong việc bộc lộ sự nhơ nhuốc của mình" trong ca khúc.
Bài hát ra mắt ở vị trí thứ 89 trên bảng xếp hạng UK Singles Chart trong số xuất bản ngày 21 tháng 2 năm 2009, với một số lượng bản thu âm dưới dạng nhạc số được tải về khá cao. Vào tuần tiếp theo, nó đạt được vị trí cao nhất là vị trí thứ 83; sau lại tụt xuống ở vị trí thứ 87, là lần xếp hạng cuối cùng của nó trên bảng xếp hạng. Trên bảng xếp hạng Dance/Electronic Digital Songs của tạp chí âm nhạc nổi tiếng Billboard, ca khúc từng vươn lên vị trí thứ 28 trong số xuất bản vào ngày 3 tháng 4 năm 2010. Theo Nielsen SoundScan, 275.000 bản copy dưới dạng tải kỹ thuật số của "Beautiful, Dirty, Rich" đã được bán ra tại Mỹ.

## Video âm nhạc

Cảnh Lady Gaga đốt tiền trong video âm nhạc "Beautiful, Dirty, Rich"

Video âm nhạc "Beautiful, Dirty, Rich" do Melina Matsoukas đạo diễn. Có tất cả hai phiên bản — một phiên bản có xen giữa một vài phân cảnh trích từ bộ phim Dirty Sexy Money của đài ABC nhằm mục đích quảng bá, và một phiên bản được cắt bỏ các phân cảnh trên là video âm nhạc chính thức. Video lấy bối cảnh ở một dinh thự và bắt đầu với cảnh nữ ca sĩ đang đi trên một hành lang cùng với nhiều người phụ diễn: người đi bộ phía sau, người cầm dù, người thì nhảy múa và tung tiền trước mặt cô. Sau đó, nữ ca sĩ còn thể hiện sự "nhơ nhuốc" của mình bằng các phân đoạn thể hiện các động tác như nằm tạo dáng gợi cảm trên một cái bàn với rất nhiều tiền rải phía trên, bò trên một cây đàn piano khổng lồ và dùng chân nhấn phím đàn, nhảy múa xung quanh một bức tượng rồi "quyến rũ" bức tượng bằng các động tác gợi dục, và nhảy múa một mình trong thang máy. Gaga thậm chí còn thể hiện "độ chịu chơi" của mình bằng cách đốt tiền hay nhồi tiền vào miệng như bình thường.
Gaga đã thay tổng cộng bốn bộ trang phục trong video. Video còn có sự góp mặt của nam ca sĩ kiêm sáng tác nhạc Space Cowboy. Cảnh phim đáng chú ý có anh tham gia là cảnh anh trèo lên một bức tường và viết lên dòng chữ "Dirty Sexy".

## Biểu diễn trực tiếp
Gaga từng biểu diễn trực tiếp "Beautiful, Dirty, Rich" trên chương trình AOL Sessions cùng với "Just Dance", phiên bản nhạc acoustic của "Poker Face", "Paparazzi" và "LoveGame"; trên chương trình MTV UK Live Sessions, cùng với các ca khúc "Just Dance", "LoveGame" và "Poker Face".
Màn trình diễn ca khúc đáng được chú ý nhất của cô là trong chuyến lưu diễn hát chính đầu tiên của nữ ca sĩ The Fame Ball Tour. Danh sách tiết mục của chuyến lưu diễn bắt đầu với ca khúc "Paparazzi", sau đó là liên khúc của hai bài hát "Starstruck" và "LoveGame" rồi kế đó là màn trình diễn ca khúc "Beautiful, Dirty, Rich". Gaga khi ấy đội một mái tóc giả kiểu bob màu vàng kim "giản dị", di chuyển như đang nô đùa xung quanh các vũ công phụ diễn. Bộ trang phục "chiếc áo bustier giống như một thành phẩm của nghệ thuật điêu khắc, trên có đính tấm vải hình tam giác như thể đến từ tương lai" cũng là một trong sáu bộ trang phục xuất hiện trong đêm nhạc này. "Beautiful, Dirty, Rich" đánh dấu sự kết thúc của loạt bốn bài hát đầu tiên trong danh sách tiết mục của chuyến lưu diễn, được nối tiếp bởi sự ra mắt lần đầu tiên của video "The Brain". Trong video, Gaga hoá thân thành nhân vật có tên là Candy Warhol và ngồi chải tóc.
Jim Harrington đến từ báo San Jose Mercury News đã có lời khen ngợi màn trình diễn của ca khúc "Beautiful, Dirty, Rich" cùng với màn trình diễn của bốn ca khúc tiếp theo trong danh sách tiết mục vì đã mang lại cho chuyến lưu diễn một sự khởi đầu hết sức mạnh mẽ và vì khả năng thanh nhạc tuyệt vời của Lady Gaga. Mikael Wood từ tạp chí Rolling Stone đã nhận xét buổi biểu diễn một cách khá tiêu cực. Ông miêu tả màn trình diễn là "phiền hà" nhưng lại khen ngợi Gaga vì công sức mà cô đã bỏ ra. Đến từ tạp chí Entertainment Weekly, Whitney Pastorek đã dành lời khen tới chất giọng "khỏe khoắn" của Gaga, nói thêm: "Cô gái này có thể, và thực sự đang hát."
Gaga cũng đã thể hiện ca khúc trong cả các buổi hòa nhạc chưa qua phục chế và các buổi nhạc đã được phục chế thuộc chuyến lưu diễn The Monster Ball Tour (2009–2011), Gaga đứng trình diễn trên sân khấu bình thường cho đến khi một cái giàn giáo được khiêng ra. Nữ ca sĩ leo lên giàn giáo rồi hét lên "Lấy hết súng của các bạn ra và bắn vào những tờ tiền đó đi... Bạn chả cần chúng đâu!" Bài hát một lần nữa góp mặt trong chương trình hòa nhạc thường trú Lady Gaga Enigma (2018–2020) của nữ ca sĩ. Biên tập viên Brittany Spanos từ tạp chí Rolling Stone cho rằng màn trình diễn "Beautiful, Dirty, Rich" và của ca khúc "The Fame" "đã tổ chức lễ ăn mừng cho những năm đầu đời, khốn khổ lang thang quanh các con phố của khu Lower East Side", đồng thời cũng "tái hiện quá khứ [của nữ ca sĩ]".

## Đội ngũ thực hiện
Đội ngũ thực hiện bài hát được ghi chú trên bìa album The Fame.
- Lady Gaga – hát chính, viết lời, piano, synthesizer
- Rob Fusari – viết lời, sản xuất
- Tom Kafafian – guitar
- Calvin "Sci-Fidelty" Gaines – guitar bass, lập trình âm thanh
- Dave Murga – trống
- Robert Orton – phối khí
- Gene Grimaldi – hoàn thiện âm thanh tại phòng thu âm Oasis Mastering, Burbank, California
- Thu âm bài hát tại phòng thu 150 Studios, Parsippany-Troy Hills, New Jersey

## Xếp hạng
| Bảng xếp hạng (2008–10)                           | Vị trí xếp hạng cao nhất |
| ------------------------------------------------- | ------------------------ |
| Anh Quốc (OCC)                                    | 83                       |
| Hoa Kỳ Dance/Electronic Digital Songs (Billboard) | 28                       |

## Chứng nhận
| Quốc gia                                  | Chứng nhận | Số đơn vị/doanh số chứng nhận |
| ----------------------------------------- | ---------- | ----------------------------- |
| Hoa Kỳ (RIAA)                             | Vàng       | 500.000^                      |
| ^ Chứng nhận dựa theo doanh số nhập hàng. |            |                               |